# ジェイムズ・ゲアリド
ジェイムズ・ゲアリド（ギャラード、英語: James Garrard、1749年1月14日 - 1822年1月19日）は、アメリカ合衆国の農園主、バプテスト教会の牧師である。1796年から1804年まで第2代ケンタッキー州知事を2期務めた。
アメリカ独立戦争に従軍した後、当時のバージニア州西部、現在のケンタッキー州バーボン郡に移転した。ケンタッキーがバージニア州から分離することを確実にする州昇格のための会議10回のうち5回の代議委員に選ばれ、また初代の州憲法起草に貢献した。憲法から奴隷制度継続の保証を外そうとした代議員の中に入っていたが、成功はしなかった。1795年、初代州知事アイザック・シェルビーの後を継ごうと考えた。3人が争った選挙では、ベンジャミン・ローガンが選挙人票の1位票を獲得したが過半数には届かなかった。州憲法では多数か過半数かを規定していなかったが、選挙人は上位2人、すなわちローガンとゲアリドで決選投票を行い、ゲアリドが過半数を獲得した。ローガンはゲアリドの当選について、州検事総長ジョン・ブレッキンリッジと州上院に抗議したが、どちらも干渉するための憲法上の権限を持っていないとして取り上げなかった。
民主共和党員であるゲアリドは、外国人・治安諸法に反対し、ケンタッキー決議の採択に賛成した。公共教育、民兵と刑務所の改革、事業助成金、さらに州内の大きな借金を負った階級に有利な法について成案を図った。1798年初代州知事公舎が建設され、ゲアリドが最初の住人になった。1795年の選挙から生じた混乱があったので、1799年に憲法改定会議を招集することに賛成した。反奴隷制度という見解を持っていたために、この会議の代議員には選ばれなかった。その結果生まれた2代目憲法では、州知事が住民の投票で選ばれることとなり、再選は認められないこととなったが、ゲアリド自身は例外とされ、1799年に再選された。2期目の任期中、ニューオーリンズ港でアメリカ製品を扱えなくなる事態への対策としてトーマス・ジェファーソンがフランスからルイジアナを購入すると、この決断を賞賛した。任期の終わり頃に、州務長官ハリー・トゥールミンがゲアリドを説得してユニタリアン主義の原理幾つかを採用させたので、バプテスト教会から追い出され、牧師を止めることになった。州土地管理局の登記官指名では州議会と衝突して辛い思いをしたので、任期満了後は政界に残る気力が無くなり、自分の荘園であるマウントレバノンに引退して農業と商業に従事し、1822年1月19日に死んだ。最初の州知事任期に設立されたケンタッキー州ゲアリド郡は、ゲアリドの栄誉を称えるものである。

## 初期の経歴と一族
ジェイムズ・ゲアリドは1749年1月15日に、バージニア植民地スタフォード郡で生まれた。父はウィリアム・ゲアリド大佐、母はメアリー（旧姓ノーティ）であり、その3人の子供の2番目だった[a] ゲアリドの母は1755年から1760年の間のいずれかの時点で死んだ。その後父はエリザベス・モスと再婚し、さらに4人の子をもうけた。父のウィリアムはスタフォード郡の副郡長であり、その徳によって大佐となり、郡の民兵隊を指揮していた。ゲアリド家はそこそこ裕福で、スタフォード郡庁舎もその土地に建てられた。ジェイムズは子供の時に父の農園で働いた。スタフォード郡の公立学校で教育を受け、また家でも学んだので本好きになった。若い時期からフレデリックスバーグに近いハートウッド・バプテスト教会に関わっていた。
1769年12月20日、子供の頃から好意を抱いていたエリザベス・マウントジョイと結婚した。それから間もなく、妹のメアリー・アンがマウントジョイの兄ジョン・マウントジョイ大佐と結婚した。ゲアリドと妻には息子が5人、娘が7人生まれたが、息子1人と娘2人は2歳になる前に死んだ。成長した4人の息子は全員が米英戦争に参戦し、いずれもケンタッキー州議会議員となった。その多くの孫が南北戦争に参戦しており、北軍のケナー・ゲアリドとセオフィラス・T・ゲアリド各将軍がいた。別の孫であるジェイムズ・H・ゲアリドは、1857年からその死の1865年まで5期続けて州財務官に選ばれ続けた。
アメリカ独立戦争のとき、ゲアリドは父のスタフォード郡民兵隊の一員として従軍したが、どのくらい戦闘に関わったかは明らかでない。ポトマック川でスクーナーに乗っているときに、イギリス軍に捕まえられた。ゲアリドは軍事情報の提供と引き替えに釈放を提案されたがこれを拒み、その後逃亡した。
民兵隊に従軍していた1779年、スタフォード郡を代表してバージニア議会議員に選出され、1779年の会期で就任した。この会期ではバージニアの全住民に信教の自由を認める法案推進に貢献した。この法の成立により、イングランド国教会信徒による他の宗派信徒に対する迫害を終わらせ、バージニアの国教としてイングランド国教会を定めようという動きに反撃した。この会期の後は軍務に戻った。1781年、大佐に昇進した。

## ケンタッキーへの入植

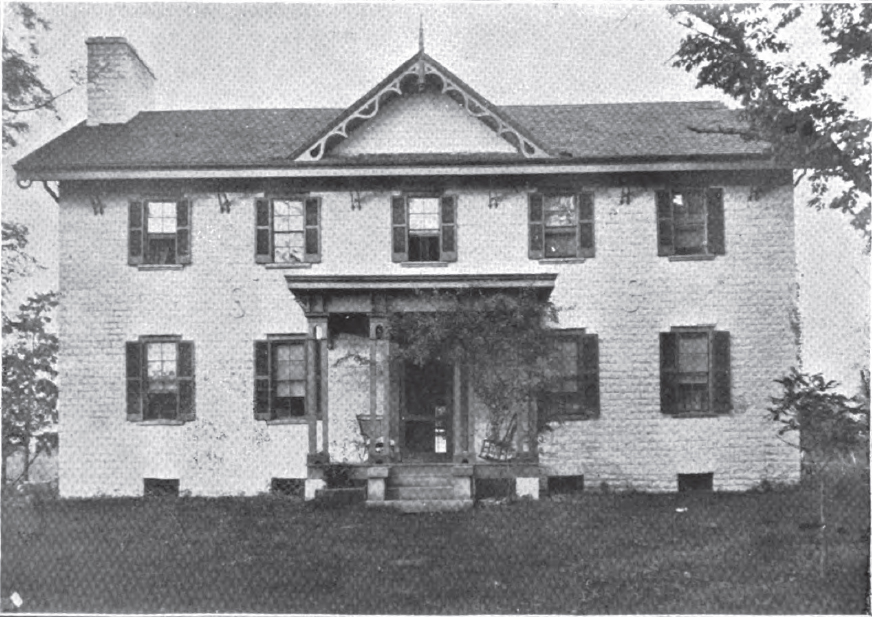
マウントレバノン、バーボン郡にあったゲアリドの邸宅

終戦後、ゲアリドは所帯が大きくなって財が底をつくという二重の難題に直面した。元隣人だったジョン・エドワーズからの有望な知らせを受け、サミュエル・グラントとともに西へ向かい、出来たばかりのケンタッキー郡に入った。それまでの軍での働き幸いし、測量を行って州の土地管理事務所に申請しさえすれば、どこの空き地でも所有権を認められた。1783年初期から家族と友人のための土地と、自分のために4万エーカー (160 km2) の土地を登記した。1783年の後半、ゲアリドが測量した後でケンタッキー郡から創設されていたファイエット郡の土地に、家族と共に移転した。その3年後、著名な石工で後のケンタッキー州知事トマス・メトカーフの異母兄ジョン・メトカーフを雇い、リッキング川ストーナー支流沿いに私宅のマウントレバノンを建設した。そこでは農業に従事し、製粉所と製材所を開設し、ウィスキーを蒸留した。1784年、ファイエット郡民兵隊に入隊した。
1785年、ファイエット郡を代表してバージニア州議会議員に選出された。ベンジャミン・ローガンやクリストファー・グリーナップと共に委員となり、ケンタッキー郡を更に分割することに関する推薦状を起草した。委員会はマディソン郡、マーサー郡、さらにゲアリドの住んでいる地域にバーボン郡の3郡の創設を提案した。ゲアリドが議会から戻ると、新設されたバーボン郡の測量士および治安判事に選ばれた。その後の様々な時点で、判事や民兵隊長も務めた。
歴史家の中には、1786年から1790年までダンビルで活動していた秘密議論組織であるダンビル政治クラブの会員にゲアリドを同定する者がいるが、このクラブの公式会員記録にはその名前が無い。ゲアリドの伝記作者H・E・エバーマンは、ゲアリドが「有益な知識の推進のためのケンタッキー協会」会員だったことを、ダンビル政治クラブの会員と誤った可能性があると結論づけている。この2つの組織は類似した目的を持ち、ほぼ同じ頃に活動し、共通の会員が居た。同協会には他に、アイザック・シェルビー、クリストファー・グリーナップ、トマス・トッドなどの会員がおり、後のケンタッキー州知事あるいはその候補者になった。
ゲアリドの私宅マウントレバノンは、一時的にバーボン郡の郡庁舎に指定された。郡議会は1786年5月15日に初めて招集され、その後も長年、そこで開催され続けた。1789年、バージニア州議会がホープウェルと名付けた恒久的郡庁所在地を設立し、ゲアリドはその町周辺を測量するための委員会委員に選ばれた。ゲアリドとジョン・エドワーズが新しい開拓地の初代理事になった。1790年、ゲアリドの推薦によって、この町はパリスと改名された。それから間もなく、ゲアリドは郡測量士を辞任し、新生開拓地の防衛に必要な事業の推進に注力した。1790年8月に開かれた郡の会議で、ゲアリドの依頼によってバーボン郡はその民兵隊を1個大隊から2個大隊に拡大した。

## 宗教的指導力
1785年6月25日には既に、ゲアリドと友人のオーガスティン・イースティンはエルクホーン・バプテスト協会の会合に出席していた。1787年、自分の領地近くにクーパーズラン・バプテスト教会の組織化に貢献した。この教会の長老の1人に選ばれ、10年間信徒のために奉仕した。その結成から間もなく、教会はエルクホーン・バプテスト協会に加盟し、1789年、ゲアリドに説教師の免状を発行した。ゲアリドは広大な農地での作業や製造作業のために23人の奴隷を所有していたが、説教檀では奴隷制度を非難し、「忌まわしい悪徳」と言った。クーパーズランでは白人も黒人も平等に礼拝に参加していた。
ゲアリドや教会の他の長老達は、遙か遠いメイソン郡も含めて、州内で多くの集会を始めた。1789年、ゲアリドとイースティンは、地域のよりオーソドックスなレギュラー・バプテストを再統合し、よりリベラルな分離主義バプテストに変えるために働き始めた。バージニアにあったゲアリドの教会はレギュラー・バプテストであり、宗教的寛容さを説き、自由な見解を公然と表明していたにも拘わらず、レギュラー・バプテストだと見なされていた。この2つの会派を統合することは出来なかったが、その働きを認められ、1790年、1791年、および1795年のエルクホーン・バプテスト協会年次会合では議長に選ばれた。
1785年から1799年、ゲアリドはトランシルベニア神学校（現在のトランシルベニア大学）の理事を務めた。1794年、バプテストとさらにリベラルな理事が結束して、理事会のオーソドックスな長老派教会員に対抗し、この神学校では初めて長老派教会員ではない学長を選んだ。その学長はイングランドからきたユニタリアンの牧師ハリー・トゥールミンだった。トゥールミンの娘ルシンダは後にゲアリドの息子ダニエルと結婚することになった。トゥールミンと関係したことで、ユニタリアンの教義、特にソッツィーニ派の原理を受け入れるようになった。1802年までにゲアリドとイースティンはこの教義を受け入れただけでなく、バプテストの信徒にその教義を説くようになっていた。エルクホーン・バプテスト教会はこの教義を異端だとして非難し、ゲアリドとイースティンにそれを捨てるよう奨励した。教会がこれに失敗すると、両人との対話。交流を中止した。このことでゲアリドは牧師を止め、バプテスト教会との付き合いも終わった。

## 政歴
現在ケンタッキー州となっている場所の住人がダンビルで10回に及ぶ会議を開き、バージニア州からの分離を図った。ゲアリドはこれら会議のうち、1785年5月と8月、1787年、1788年、および1792年の都合5回に代議員となった。1785年5月の会議では合憲で分離することについて正式な要請を行うことを承認した。ゲアリドはバージニア州議会の一員として、議会に出席するためにリッチモンドに行き、バージニア州がケンタッキーの分離を受け入れる条件を規定する法案に賛成票を投じた。
1792年に開かれた最後の会議の前に、ゲアリド、アンブローズ・ダドリー、オーガスティン・イースティンで構成される委員会が、新州で起草されていた憲法に奴隷制度の禁止を盛り込むと報告した。憲法を完成させたこの1792年の会議で奴隷制度は主要な問題だった。代議員で長老派教会の牧師であるデイビッド・ライスは新憲法に奴隷制度保護を入れることに強く反対する者であり、一方ジョージ・ニコラスは熱心にそれに賛成した。ゲアリドは仲間の牧師やバプテスト会員に、その条項の挿入に反対するよう奨励した。憲法案から奴隷所有者の権利を保護する第9条削除の動議は、賛成16票、反対26票で否決された。ゲアリドを含めこの会議の代議員となっていたキリスト教牧師7人のそれぞれが、削除に賛成していた。バプテスト会員5人がゲアリドの指示に反抗して第9条維持に賛成し、そのことで維持に必要な票が上回ることになった。歴史家のローウェル・H・ハリソンは、牧師達の反奴隷制度票があったことで、ケンタッキー州議会では牧師の議員就任を禁止する条項を採択することに繋がったと記していた。ゲアリドとその他の牧師はこの条項に対して不満を表明しなかったとされている。
ゲアリドは、この奴隷制度に対する反対を除けば、会議の進行で特に積極的な役割を果たさなかった。奴隷制度以外でよく知られている行動は、1792年4月13日、新憲法の枠組みを提供する全院委員会からの22項におよぶ決議案を報告したことだった。

### 1795年知事選挙
憲法制定会議の後、ゲアリドの政歴は終わったかに見えた。郡の役職から全て身を退き、エルクホーン・バプテスト協会の仕事と農業経営に注力した。しかし、1793年に息子のウェ入りアムが郡を代表して州議会議員に選ばれたことを喜んだ。1795年、ウィリアムは再選され、バーボン郡の代表である他の4議員もゲアリドと密接な関わりがあった。その中のジョン・エドワーズはアメリカ合衆国上院議員の再選を目指していたがそれに敗れたばかりだった。

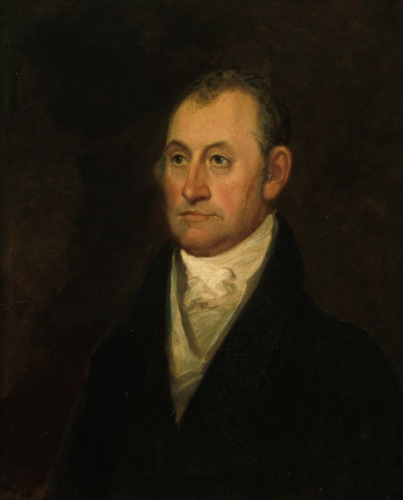
トマス・トッド、1795年州知事選候補者の1人

初代州知事となったアイザック・シェルビーが再選を求めないと発表したとき、ゲアリドの友人達が知事候補になることを勧めた。他に出馬を宣言したのは、ベンジャミン・ローガンとトマス・トッドだった。ローガンは、ケンタッキーのフロンティアを開拓するときの軍事的英雄行動で一歩リードしていると見なされていた。しかし、その弁論術は洗練されておらず、かなりの政歴があったにも拘わらず議会操作術も弱かった。トッドは、ケンタッキー州成立のための10の会議で全て秘書官を務めており、最も政歴が長かったが、その若さを不利と考える者もいた。ゲアリドはバーボン郡における政治的結びつきから有利であり、バプテスト教会における貢献故に尊敬する者が多かった。
ケンタッキー州の新憲法下では、議員の選挙区それぞれが選挙人を選び、その選挙人が知事を選ぶために投票することになっていた。ローガンもゲアリドもそれぞれの出身郡から選挙人に選ばれた。選挙人の第1回投票で、ローガンが21票、ゲアリドが17票、トッドが14票だった。1人の選挙人はフランクフォート市の弁護士ジョン・ブラウンに投票していた。ブラウンは間もなくアメリカ合衆国上院議員に選ばれた。ゲアリドの道徳を重んじる性格から自分に投票しなかったのではないかと疑う者もいたが、その政治的洞察力から対抗馬に投じずに、候補になると宣言していなかったブラウンに投票したものだった。しかし、これに関する証拠は残っていない。
憲法では、知事を選出するために多数票でよいのか、過半数が必要なのかを定義していなかったが、選挙人達は他州での慣習に従い、上位のローガンとゲアリドで過半数を得た者を選ぶために2回目の投票を行うことにした。2回目の投票では、トッドを選んでいた選挙人の票の大半がゲアリドに動き、ゲアリドが過半数となった。1796年5月17日付け文書で、ケンタッキー州州務長官ジェイムズ・ブラウンがゲアリドの当選を認証し、5月27日にはシェルビー知事が当選祝いの手紙を送った。
ローガンは、ゲアリドが個人的に悪事を働いたとは思わなかったが、その選挙の結果について公式に州検事総長ジョン・ブレッキンリッジに抗議した。ブレッキンリッジは、州憲法も州法も彼に公式判断をする権限を与えていないと言って、この件に関する判断を拒否した。しかし、ブレッキンリッジは個人的に、ローガンが合法で選ばれていたという意見を表明した。ローガンは続いて州上院に訴え出た。上院は論議がある選挙結果に介入する権限を与えられていた。1796年11月、上院は、法が上院に与えている権限は、州の「平和と福祉」を促進させないので、違憲であると判断した。州上院議員のグリーン・クレイがこの解釈における主導者だった。この時までにゲアリドは5か月間知事職を務めており、ローガンはゲアリドを降りさせるための追及を止めた。

### 州知事1期目
ゲアリドは博識な補佐官に囲まれた強力な行政部門の長と見られた。友人のジョン・エドワーズと息子のウィリアム・ゲアリドはどちらも州上院議員であり、常に議会の問題に関する最新情報を仕入れていた。州務長官ジェイムズ・ブラウンを再任することでシェルビーの政策を喜んで継続する遺志を示したが、年配のブラウンはゲアリドの任期が始まってから数か月の1796年10月に辞任した。続いてハリー・トゥールミンを州務長官に指名した。トゥールミンは保守的な理事から反対を受けたために、トランシルベニア神学校の学長を4月に辞任していた。論争のあった知事選挙でローガンに味方し、辞職する検事総長ジョン・ブレッキンリッジを慰留しなかったが、複雑な法律問題では頻繁に相談を続けた。

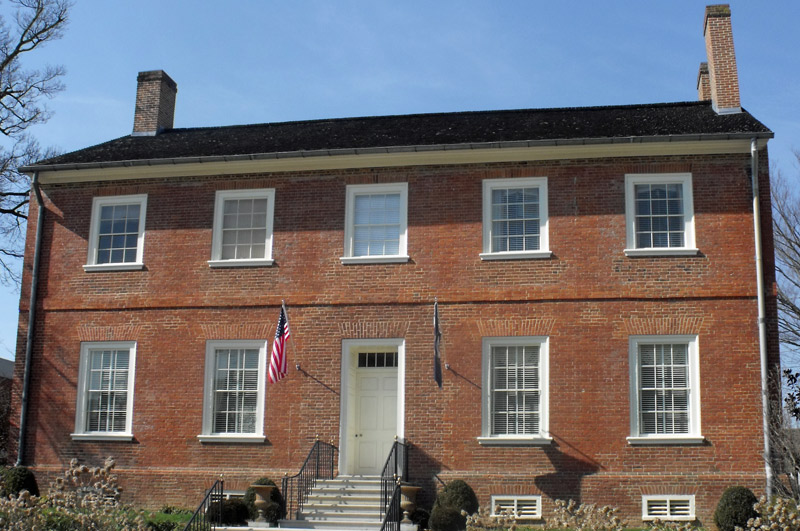
初代のケンタッキー州知事公舎、ゲアリドの1期目に建設された

ケンタッキー州議会は、知事、監査官、財務官および州務長官にフランクフォート市に在住することを求め、知事には貸屋を借りるために100ポンドを割り当てる法を成立させた。ゲアリドが就任してから間もなく、公共建築物に関する州の支配人が、知事の任期中に貸屋を借りるよりもその大家族を収容できる家を建設する方が、財政的に理に適うものになると、州議会に報告した。1796年12月4日、議会はそのような家屋の建設に1,200ポンドを当てることを承認した。初代州知事公舎は1798年に完成した。1799年、ゲアリドは地元の細工師に娘の1人のためのピアノを作るよう発注し、ケンタッキー州民の大半はそのように大きな装置を見たことが無かったので、それが完成したときにかなりの数の民衆がそれを見るために知事公舎に集まってきた。ケンタッキー州の歴史家トマス・D・クラークも、ゲアリドが校舎に絨毯を追加し、それは当時希なことだったので、多くの訪問者を惹き付け、「町の妬みと誇り」と言われた、と述べている。
ゲアリドの任期1年目に成立した法の中に、控訴裁判所と下級の地区裁判所体系を設立するものがあった。州内の弁護士は初めて免許を受けることが必要とされた。ゲアリドの名前を付けたものを含め新しく6郡が創設され、また幾つかの新しい町もできた。ゲアリドはその任期中に26郡を設立する授権法を承認した。これは他のどの州知事よりも多い数字だった。
しかし、やり残されていたのが、州土地管理事務所の登録官と土地所有権の測量と登録を扱う法の延長問題だった。古い法は1797年11月30日に有効期限が切れることを認識し、11月3日に特別会期を招集した。議員は11月28日に集まり、ゲアリドは測量士だった経験から、新法採択の緊急性と、既に数多いものになっていた土地所有権に関する訴訟を防止する必要性を訴えた。ゲアリド自身は裕福な土地所有者だったが、州内に大勢いる債務者階級がその土地を差し押さえられないよう保護することを提唱した。不法占拠者が占有した土地で働いたことから得られた利益に対して課税を禁じること、土地所有者は不法占拠者が行った改良に要した費用を支払うことなど、不法占拠者に有利な法を支持した。ジョン・ブレッキンリッジなど特権階級議員数人から反対があったものの、ゲアリドが提案した改革の大半がこの会期に承認された。
ゲアリドは民主共和党員であり、党の設立者トーマス・ジェファーソンの外国人・治安諸法非難に同意した。1798年11月7日、議会演説で外国人法は望ましい移民を阻害するという根拠で非難し、治安維持法は言論の自由や陪審員裁判の権利という規定の下で告発される者を否定すると主張した。ゲアリドや独立戦争に参加した軍人はそれらを確保するために戦ったことを指摘した。両法の無効化を提唱したが、連邦政府とアメリカ合衆国憲法への忠誠を再確認することも議会に奨励した。1798年と1799年のケンタッキー決議を支持していた。
1798年に州議会に上げられた他の問題の中には、刑罰規則改革の採択があった。ゲアリドは改革に賛成であり、例えば殺人を除く全ての犯罪について死刑を廃止すること、また投獄された個人を教育することがあった。民兵隊を再編し拡大する法の成立も確実にした。その改革の中には、民兵隊の「忌避者」に罰を科すこと、個人が身代わりとなって民兵を務める者を雇うときの規定、看守、教師、出版者、判事、牧師、議会指導者を除外する規定があった。ゲアリドは減税に反対し、その代わりに教育予算と事業奨励金にたいする増額を提唱した。そのためにトランシルベニア神学校とケンタッキー・アカデミーを統合して1つの機関とする法に署名した。

### 新憲法

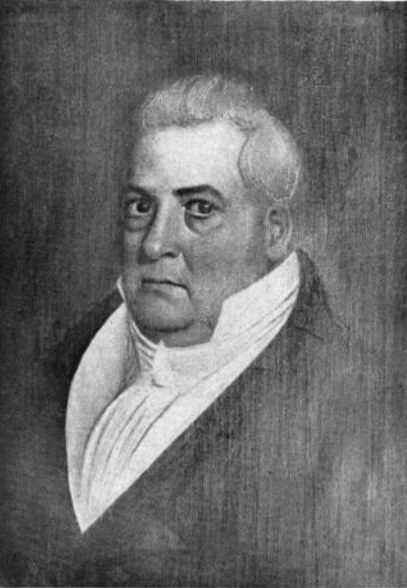
ゲアリドの息子ウィリアム、憲法改定会議を呼びかけた

1795年の州知事選挙でベンジャミン・ローガンではなくゲアリドを勝者することについてさまざまな問題があったことから、州の初代憲法については長く苦情が挙がり続けていた。選挙人が知事や州上院議員を選ぶこと、多くの役人が選挙ではなく指名されることを非民主的と考える者がいた。また判事などの役人が終身職であることに反対するものもいた。さらに憲法から奴隷制度を削除する、あるいは牧師が州議会議員になることを禁止することを望む者もいた。1795年の選挙で論争があった後で、これに関係した者は全て修正が必要であることに合意した。しかし、現行憲法は修正の方法を規定していなかった。唯一の手段は別の憲法制定会議を開くことだった。
憲法制定会議を開くには2回続けた選挙で有権者の過半数の承認を得るか、州議会両院で3分の2以上の賛同を得る必要があった。1797年2月、州議会は来る5月にこの問題を有権者に委ねることを決めた。総計9,814票が投じられ、賛成が5,446票、反対が440票だったが、3,928票は賛否を鮮明にせず、また幾つかの郡では誰も賛否を明らかにしなかった。このことで、民衆の真の意志について議員達は疑うようになった。会議の反対者は棄権票を反対票に数えるべきと主張した。ファイエット郡の多くの有権者が会議に対する抗議として棄権していたのが分かっていたので、この主張はそれなりの言い分があった。議会はあらゆる変則的なことを考慮し、住民投票の結果は規定の過半数に満たなかったと判断した 。
1798年2月10日、このとき上院議員を務めていたゲアリドの息子ウィリアムが、憲法制定会議を招集する再度の住民投票を行う法案を提出した。同年5月、16,388票のうち9,188票が会議招集に賛成した。このときも約5,000票は棄権だった。同年11月21日、州議会下院で賛成36票、反対15票で会議招集に賛成し、上院でもその数日後に3分の2以上の賛成で可決した。このときの上院の票決内訳は公表されなかった。この議会の票決で住民投票に関する疑念を取り去ることになった。
1799年7月22日に開催される憲法制定会議の代議員は、1799年5月に選出された。ゲアリドと息子のウィリアムは、奴隷制度反対の見解を持っていたために、代議員には選ばれなかった。ゲアリドはその前任者よりも活動的な知事であり度々拒否権を行使し、郡裁判所と衝突することもあった。その結果、代議員は州の最高行政官に与えられた権限の幾らかに踏み込むことになった。1799年の憲法では、知事が民衆の選挙で選ばれ、知事の拒否権を無効にする限界値は両院の3分の2から絶対過半数に引き下げられた。知事は公職を幅広く指名する権限があったが、州上院は知事による指名者を承認あるいは拒否する権限が与えられた。知事には新しく任期制限も課され、最初の任期が明けた後7年間は再選される資格が奪われた。牧師が議員になることについての制限は保持され、知事にも拡大された。歴史家のローウェル・ハリソンは、この制限が「ゲアリドに対するはっきりとした当てつけ」としているが、ゲアリドの伝記作者H・E・エバーマンは「ゲアリドを標的にしたものでは絶対にない」と主張した。ゲアリド自身は任期制限からも牧師制限からも免除され、2期目を求める道が開けた。

### 1799年知事選挙
ベンジャミン・ローガンは1795年知事選の結果を逆転できると確信し、1799年に知事候補となることを宣言した最初の者となった。それから間もなく、ゲアリドとトマス・トッドもそれぞれ出馬を宣言した。元アメリカ合衆国下院議員のクリストファー・グリーナップも出馬した。ケンタッキー州に最近入植した者の多くは彼の輝かしい軍事履歴を知らず、その洗練されていない弁論術では印象を受けなかった。候補者自身は対抗馬を否定的に話すことは滅多に無かったが、各候補者の批判者はその候補者を傷つけることができると考える問題を個別に取り上げた。長い間ゲアリドの政敵であるジョン・ブレッキンリッジは、ゲアリドに再度奴隷を解放する情熱の籠もった請願をさせようとした。そう考えるのは州内で少数派だった。ゲアリドはブレッキンリッジの戦術を理解し、選挙運動の間に大胆な解放に向けた考えを表明することを拒んだ。新憲法でも奴隷制度が保護されているという事実は前憲法よりも寧ろ強くなっており、ゲアリドが以前に反奴隷制度感情を持っていたことは選挙民大半の大きな関心ではなかった。フランクフォート市の著名指導者ヘンリー・フィールドの家族は、斧で妻を殺害したことで有罪となったフィールドに、ゲアリドが恩赦を出さないことを攻撃した。ゲアリドはこの事件の証拠を調べた後で、有罪判決は正当であり、外部からの不当な影響を受けていないと判断したが、この非難は選挙戦後半に出てきたので、恩赦を出さないことについての弁護は広く行き渡らなかった。
ゲアリドは現職故の有利さと概して人気ある記録があったので、州西部の各郡、ジェファーソン郡や中央部のブルーグラス地域では圧倒的過半数を獲得した。4年前はローガンを支持した有権者にも支持を得ることができた。最終結果は、ゲアリドが8,390 票、続いてグリーナップが 6,746 票、ローガン  3,996 票、トッド 2,166 票だった。新憲法に追加された任期制限により、ゲアリドは連続して2期を務めた最後の州知事になった。1992年に州憲法が改定されてこの制限が緩められ、1999年に再選されたポール・E・パットンが連続して2期を務めた2人目となった。1801年、選挙後にケンタッキー州控訴裁判所で生じていた空席を埋めるためにトッドを指名した。同様に1802年にはフランクフォート巡回裁判所判事にグリーナップを指名した。

### 州知事2期目
2期目の最初の2年間は比較的何事もなく過ぎたが、1802年の州議会で、ゲアリドが拒否権を使った巡回裁判所に関する2法案を議会が承認した。その1つは裁判所の数を増やし、訓練を受けていない市民でも判事になれるようにするものだった。ゲアリドは増加する費用と、訓練されていない判事の見識を問題にした。また判事を指名する知事の権限を迂回できる規定にも反対した。2つめの法案は巡回裁判所の弁護士や判事がその奉仕する地区以外に住むことを認めるものだった。議会はゲアリドの2回目の拒否権を覆し、これはケンタッキー州の歴史で知事の拒否権が覆された初めてのこととなり、ゲアリドの8年間の任期では唯一だった。

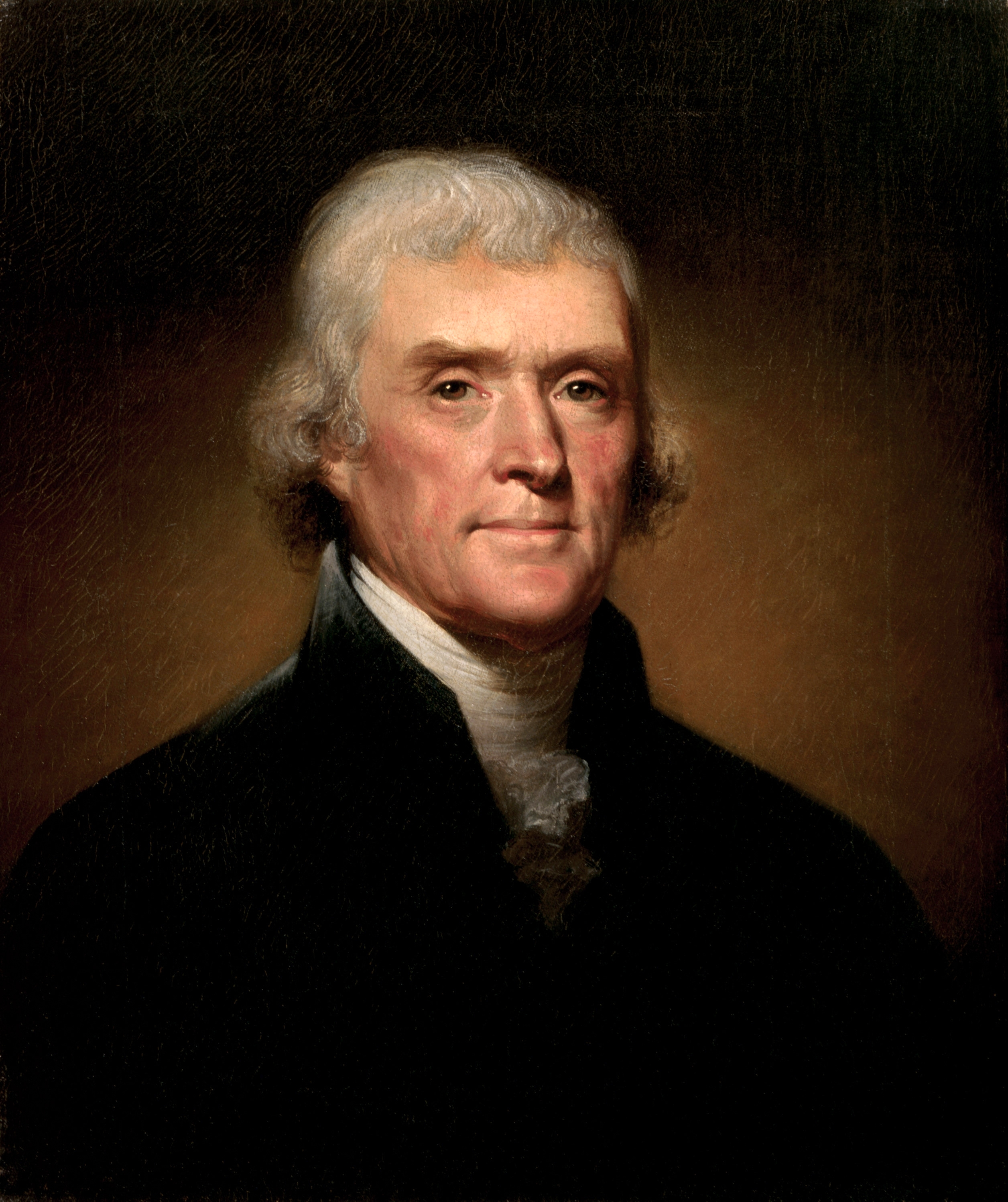
トーマス・ジェファーソン、そのルイジアナ買収をゲアリドは「高貴な成果」と称賛した

1802年10月16日、スペインの行政官ドン・フアン・ベンチュラ・モラレスが、ピンクニー条約で保証されていたニューオーリンズにおけるアメリカ合衆国の利用権を取り消すと発表した。アメリカ製品に対してこの港を閉ざすことは、ケンタッキー州とミシシッピ川沿いにある他州および準州と活発な交易を行おうとしていたゲアリドの期待にとって大きな障害となった。ゲアリドはトーマス・ジェファーソン大統領に行動を促し、必要ならばニューオーリンズを奪うために26,000名の民兵を用意すると公表した。ジェファーソンは、1800年にサンイルデフォンソ秘密条約で、正式な譲渡はまだ行われていなかったものの、ルイジアナの支配権がスペインからフランスの執政官ナポレオン・ボナパルトに譲渡されていたことを知らなかった。ジェファーソンが熟考していると、ナポレオンは約1,500万米ドルでルイジアナをアメリカ合衆国に売却すると申し出た。ジェファーソンがフランスに送った特命使節ロバート・リビングストンとジェームズ・モンローがその申し出を受け入れた。この買収でケンタッキー州民の大半を喜ばせ、ゲアリドは「すばらしい成果」と絶賛した。この合意から間もなく、フランスがサンイルデフォンソ条約の義務をまだ履行していないため条約は無効であり、ルイジアナはスペインに属しているとスペイン政府が言い出した。ジェファーソンはスペインの言い分を無視し、ルイジアナを力で奪う準備をした。ゲアリドには1803年12月20日までに4,000名の民兵を用意してニューオーリンズに向かわせるよう指示した。ケンタッキー州議会は直ぐにこの軍務に志願した者に150エーカー (0.6 km2)の土地を補償する法を成立させ、ゲアリドはまもなく徴兵の準備ができたことをジェファーソンに報告した。その後スペインは考えを変えてルイジアナに対する権利主張を取り消し、2か月後には支配権がアメリカ合衆国に渡された。
ゲアリドの2期目最後の数か月は、州土地管理事務所の新登記官指名について議会との論争で明け暮れた。ゲアリドは先ず州務長官ハリー・トゥールミンを指名したが、1803年12月7日に上院がこれを拒否した。ゲアリドは次に元の対抗馬クリストファー・グリーナップを指名したが、グリーナップにはゲアリドの後を継ぐ構想があり、その指名を取り下げるよう依頼してきた。ゲアリドの次の指名者ジョン・コバーンを上院が拒否し、さらに次のトマス・ジョーンズについては重罪の疑いで告発し、将来指名職に就くことを禁じた。
ジョーンズ拒絶の後で、ゲアリドは州の大統領および副大統領選挙人を議会に選ばせる法案に拒否権を使った。この法が州憲法に違背しているという事実にも拘わらず、ゲアリドの拒否権発動で上院との関係をさらに悪化させた。上院がウィリアム・トリッグの指名を拒否した後、州内の新聞は行政と立法の確執を記事にし、上院は独自のお気に入り候補者が居り、他の者は受け入れようとしないと主張した。1804年1月に上院がウィリス・グリーンを拒絶したとき、ゲアリドはそれ以上指名する考えが無いことを宣言した。知事と上院の間で不誠実という非難が交わされ、その後でゲアリドは下院議長のジョン・アデアを指名した。上院は遂にこの選択を確認した。

## 後半生と死
土地登記官指名に関する議会との論争でゲアリドは辛い思いをしたままとなり、2期目が明けたときに政界から引退した。1804年にクリストファー・グリーナップが後継として知事選に出馬したときに、個人的に応援し、バーボン郡の票がグリーナップの当選に貢献することになった。息子のウィリアムとジェイムズは1830年代になるまで公職を続けたが、ゲアリドは二度と戻る意志を示さなかった 。
ゲアリドはマウントレバノンに戻り、そこで著名農学者としての評判を挙げた。息子のジェイムズが日々の農園管理を監督し、地元農業祭ではその発明に対してしばしば賞を取った。1811年、ニューマドリッド地震の1つでマウントレバノンの家は大きな損傷を受けたが、ゲアリドは余生をそこで過ごすためにできるだけ完全に修復することに拘った。農場にサラブレッド馬や牛など上質の家畜を輸入し、製塩業など幾つかの事業に投資し、その死の時に息子に渡した。健康を害して数年間過ごした後、1822年1月19日に死んだ。マウントレバノンの敷地内に埋葬され、ケンタッキー州がその墓所に記念碑を建立した。

## 原註
- ^[a]In her research of the Garrard family, Anna Russell Des Cognets notes that thirteen years elapsed between the birth of Garrard's older brother Daniel and James Garrard. She speculates that other children, who died in infancy, may have been born to Garrard's parents during this period, but notes that she is unable to locate any records confirming this. (Des Cognets, p. 6)